# Asbach-Bäumenheim
Asbach-Bäumenheim – gmina w Niemczech, w kraju związkowym Bawaria, w rejencji Szwabia, w regionie Augsburg, w powiecie Donau-Ries. Leży około 5 km na południowy wschód od Donauwörth, przy drodze B2, B16 i liniach kolejowych Norymberga-Augsburg; Ulm - Ingolstadt.

## Dzielnice
W skład gminy wchodzą następujące dzielnice:
- Asbach-Bäumenheim
- Hamlar

## Polityka
Wójtem gminy jest Otto Uhl, rada gminy składa się z 16 osób.
|      | CSU | SPD | PW/FW | die Linke | JL | Razem |
| 2008 | 8   | 4   | 2     | 1         | 1  | 16    |
| 2002 | 8   | 5   | 3     | -         | -  | 16    |